# Kuurne-Brussel-Kuurne 2019
De 71e editie van de Belgische wielerwedstrijd Kuurne-Brussel-Kuurne werd gehouden op 3 maart 2019. De start en finish vonden plaats in Kuurne. De wedstrijd maakte deel uit van de UCI Europe Tour 2019, in de categorie 1.HC. De winnaar van 2018, de Nederlander Dylan Groenewegen, werd opgevolgd door de Luxemburger Bob Jungels.

## Uitslag
| Plaats  | Naam              | Ploeg                      | Tijd     |
| ------- | ----------------- | -------------------------- | -------- |
| Winnaar | Bob Jungels       | Deceuninck–Quick-Step      | 4u42'54" |
| 2       | Owain Doull       | Team Sky                   | + 12"    |
| 3       | Niki Terpstra     | Direct Énergie             | z.t      |
| 4       | Dylan Groenewegen | Team Jumbo-Visma           | z.t      |
| 5       | Yves Lampaert     | Deceuninck–Quick-Step      | z.t      |
| 6       | Florian Sénéchal  | Deceuninck–Quick-Step      | z.t      |
| 7       | Jens Keukeleire   | Lotto Soudal               | z.t      |
| 8       | André Greipel     | Team Arkéa Samsic          | z.t      |
| 9       | Jasper De Buyst   | Lotto Soudal               | z.t      |
| 10      | Carlos Barbero    | Movistar Team              | z.t      |
| 11      | Hugo Hofstetter   | Cofidis, Solutions Crédits | z.t      |
| 12      | Tom Van Asbroeck  | Israël Cycling Academy     | z.t      |
| 13      | Iván García       | Bahrain-Merida             | z.t      |
| 14      | Edward Theuns     | Trek-Segafredo             | z.t      |
| 15      | Jens Debusschere  | Team Katjoesja Alpecin     | z.t      |
| 16      | Andrea Pasqualon  | Wanty-Gobert               | z.t      |
| 17      | Pascal Ackermann  | BORA-hansgrohe             | z.t      |
| 18      | Adrien Petit      | Direct Énergie             | z.t      |
| 19      | Milan Menten      | Sport Vlaanderen-Baloise   | z.t      |
| 20      | Hugo Houle        | Astana Pro Team            | z.t      |

1945 · 1946 · 1947 · 1948 · 1949 · 1950 · 1951 · 1952 · 1953 · 1954 · 1955 · 1956 · 1957 · 1958 · 1959 · 1960 · 1961 · 1962 · 1963 · 1964 · 1965 · 1966 · 1967 · 1968 · 1969 · 1970 · 1971 · 1972 · 1973 · 1974 · 1975 · 1976 · 1977 · 1978 · 1979 · 1980 · 1981 · 1982 · 1983 · 1984 · 1985 · 1986 · 1987 · 1988 · 1989 · 1990 · 1991 · 1992 · 1993 · 1994 · 1995 · 1996 · 1997 · 1998 · 1999 · 2000 · 2001 · 2002 · 2003 · 2004 · 2005 · 2006 · 2007 · 2008 · 2009 · 2010 · 2011 · 2012 · 2013 · 2014 · 2015 · 2016 · 2017 · 2018 · 2019 · 2020 · 2021 · 2022 · 2023 · 2024 · 2025
Lijst van beklimmingen